# École d'Alger
Pour les articles homonymes, voir École d'Alger (homonymie).
L’École d'Alger est un mouvement pictural issu des peintres d'Alger et de l'Algérie, ou y ayant travaillé, à la suite de la création du prix Abd-el-Tif, et s'étant épanoui durant l'entre-deux-guerres (1920-1940), pour se prolonger jusqu'en 1961.

## Application de l'expression
Bien qu'issue de la peinture orientaliste, c'est une école de peinture contemporaine qui s'étend sur près de 40 ans, avec deux périodes très différentes :
- depuis la création du prix Abd-el-Tif en 1907 jusqu'aux années 1920-1940, arts décoratifs et arts des années trente, principaux peintres :  Roméo Aglietti,  Armand Assus,  Léon Carré, Ketty Carré, Léon Cauvy, Edouard Herzig, Yvonne Kleiss-Herzig, Hans Kleiss, Étienne Chevalier, Jean Désiré Bascoules, Maurice Bouviolle, Marius de Buzon, Paul Fenasse, Albert Marquet, Pierre-Eugène Clairin, Paul Élie Dubois, André Hambourg, Jean Bouchaud et Étienne Bouchaud, Charles Brouty[2], Gustave Lino, Louis Bénisti, Jean de Maisonseul, Richard Maguet, Francis Harburger, etc.
- au-delà, jusqu'en 1960, peinture algéroise contemporaine d'après-guerre, principaux peintres : Sauveur Galliero, Jean Simian, René-Jean Clot, Pierre Pruvost, Jack Chambrin, Jean-Pierre Blanche, Pierre Clément, René Sintès,  etc.

Le peintre Armand Assus, un des chefs de file de cette école a été de ceux qui ont fait le lien entre peinture et littérature, ami proche d'Emmanuel Roblès et d'Albert Camus qui répétait avec sa troupe dans son atelier qui plus tard deviendra un des lieux de la résistance à Alger
On a pu dire, à juste titre (cité in Albert Camus et le monde de l'Art), que « à un orientalisme rêvé les Artistes d'Algérie opposent un orientalisme vécu » (Élisabeth Cazenave). L'on peut dire de même que l'École d'Alger est l'expression artistique  accomplie d'un patrimoine culturel commun et indivisible à l'Algérie et à la France.

## Postérité
Une importante exposition intitulée  "L'Ecole d'Alger" s'est tenue au Musée des Beaux-Arts de Bordeaux en 2003 présentant des œuvres de la collection du Musée National des Beaux-Arts d'Alger.

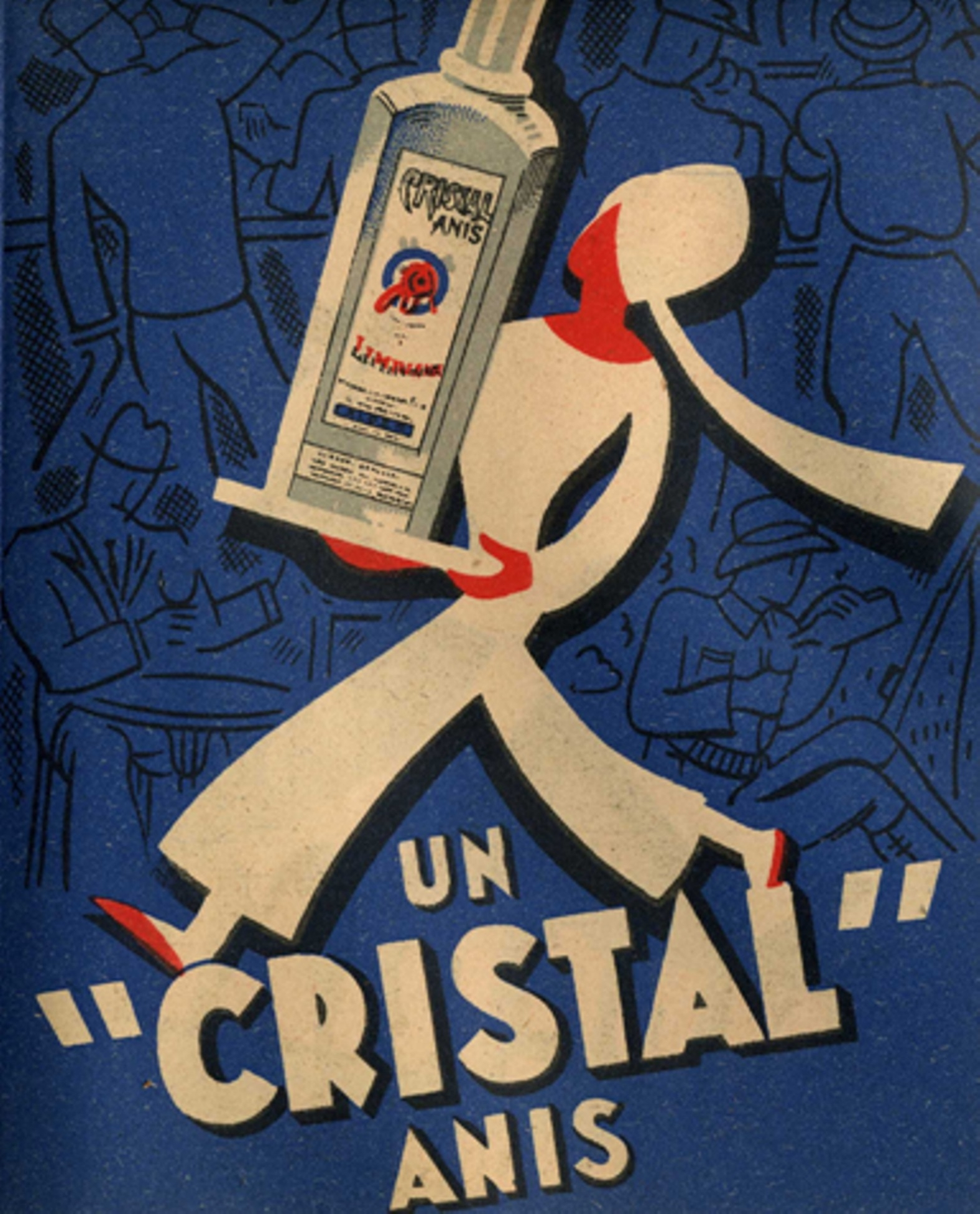
Publicité du Cristal faite par Charles Brouty